# Jean-Claude Mpassy-Nzoumba
Jean-Claude Mpassy-Nzoumba (* 27. Mai 1986 in Ilmenau) ist ein ehemaliger kongolesischer Fußballspieler, der auch die deutsche Staatsangehörigkeit besitzt. Nach seiner Fußballkarriere wurde er Modejournalist und -influencer.

## Fußballkarriere
Der Abwehrspieler Mpassy-Nzoumba, der oft verkürzt nur Mpassy genannt wird, gelangte über die Jugendmannschaften des SV Germania Ilmenau und des F.C. Hansa Rostock in den deutschen Herrenfußball, als er 2005 als 19-Jähriger zur Zweitvertretung des 1. FC Kaiserslautern wechselte. Für diese absolvierte Mpassy in der Spielzeit 2005/06 der drittklassigen Regionalliga aber lediglich zwei Einsätze, woraufhin er den Verein bereits zur Folgesaison wieder verließ und sich dem 1. FC Saarbrücken anschloss.
In Saarbrücken wurde Mpassy zunächst erneut für die Zweitvertretung des Vereins eingesetzt, mit welcher er in der Saison 2006/07 in der viertklassigen Oberliga Südwest antrat. Mit dem gleichzeitigen Abstieg der ersten Saarbrücker Mannschaft in die Oberliga stieg die Zweitvertretung in dieser Saison zwar zwangsweise ebenfalls ab, doch rückte Mpassy in die erste Mannschaft auf und spielte so auch in der Folgesaison 2007/08 in der Oberliga Südwest. Dabei empfahl sich Mpassy mit 25 Einsätzen während dieser Spielzeit auch für die Fußballnationalmannschaft der Republik Kongo, in welcher er im Weltmeisterschafts-Qualifikationsspiel gegen Sudan am 8. Juni 2008 erstmals eingesetzt wurde.
Mpassy wechselte daraufhin erneut den Verein und schloss sich der SV 07 Elversberg an, für die er 2008/09 in der nun zur vierten Spielklasse abgestuften Regionalliga auflief, aber auch in der Zweitvertretung des Vereins eingesetzt wurde, die in der nun fünftklassigen Oberliga Südwest antrat. Im Sommer 2009 verließ er Elversberg, um sich dem Regionalliga-Konkurrenten VfR Wormatia Worms anzuschließen.
Im Sommer 2010 unterschrieb er einen Vertrag beim FC 08 Homburg, der gerade in die Regionalliga aufgestiegen war. Homburg konnte allerdings auch mit Mpassy-Nzoumbas Hilfe den direkten Wiederabstieg in die Oberliga Südwest nicht verhindern. Der Abwehrspieler bestritt 29 Spiele für die Saarländer, in denen er 3 Tore erzielen konnte. Nach dem Abstieg wechselte der kongolesische Nationalspieler zum österreichischen Drittligisten SC Columbia Floridsdorf. Im Sommer 2012 verließ er den SC Columbia Floridsdorf und wechselte zu dessen Ligarivalen 1. Simmeringer SC. Die Saison 2013/14 verbrachte er beim USC Altenwörth und beendete im Anschluss seine aktive Karriere.

## Nach der Fußballerkarriere
Nach seiner Fußballkarriere studierte Mpassy-Nzoumba in Wien Online-Marketing und Dolmetschen. Er ließ sich in Wien nieder und arbeitete für Strellson. Zusammen mit dem Fotograf Stefan Joham initiierte er ein Street-Style-Projekt mit Vernissage. Im Anschluss wurde er ein Mode- und Lifestyleexperte. Unter anderem arbeitet er als Moderedakteur beim österreichischen Männermagazin Wiener, für Esquire Germany und Sky Österreich. Außerdem bloggt er seit 2013 auf seinem Blog Newkissontheblog.com über Mode.
Seit der Saison 2018/19 ist er außerdem als Moderator bei der österreichischen Sky-Sendung Die Abstauber tätig. Seit August 2024 moderiert er den Podcast Dark Zen mit RAF Camora.